# Stenocranus distinctus
Stenocranus distinctus är en insektsart som beskrevs av Frederick Arthur Godfrey Muir 1929. Stenocranus distinctus ingår i släktet Stenocranus och familjen sporrstritar. Inga underarter finns listade i Catalogue of Life.